# Locomotiva FS 122
Le locomotive gruppo 122  erano locomotive a vapore con tender per treni viaggiatori che le Ferrovie dello Stato italiane acquisirono in conto riparazioni di guerra, dopo il 1918, dalla Südbahngesellschaft (SB)

## Storia
In seguito ai risarcimenti conseguenti alla prima guerra mondiale 32 unità pervennero alle FS italiane, che le classificarono nel gruppo 122. Le consegne avvennero in due fasi; 23 unità furono consegnate entro il 1919 mentre le altre nove furono consegnate in seguito ai successivi accordi tra il 1922 e il 1923 riguardanti la ripartizione territoriale delle linee ferroviarie e degli impianti Südbahn. Essendo macchine di concezione obsoleta vennero presto accantonate e demolite entro la fine degli anni venti.

## Caratteristiche
Le locomotive avevano rodiggio 1-2-0. Il motore era a due cilindri, a semplice espansione con distribuzione esterna Stephenson.
Il tender accoppiato era a tre assi.

## Corrispondenza locomotive ex SB e numerazione FS[2]
| Numero e gruppo FS | numero e gruppo SB | Fabbrica    | anno di fabbricazione | Demolizione o alienazione |
| ------------------ | ------------------ | ----------- | --------------------- | ------------------------- |
| 122.001            | 18.467             | Floridsdorf | 1873                  | 1928                      |
| 122.002            | 18.468             | Floridsdorf | 1873                  |                           |
| 122.003            | 18.469             | Floridsdorf | 1873                  |                           |
| 122.004            | 18.470             | Floridsdorf | 1873                  |                           |
| 122.005            | 18.471             | Floridsdorf | 1873                  |                           |
| 122.006            | 18.472             | Floridsdorf | 1873                  |                           |
| 122.007            | 18.473             | Sigl        | 1872                  |                           |
| 122.008            | 18.475             | Sigl        | 1872                  |                           |
| 122.009            | 18.476             | Sigl        | 1872                  | 1928                      |
| 122.010            | 18.477             | Sigl        | 1872                  | 1928                      |
| 122.011            | 18.478             | Sigl        | 1872                  |                           |
| 122.012            | 18.479             | Sigl        | 1872                  | 1929                      |
| 122.013            | 18.480             | Sigl        | 1872                  |                           |
| 122.014            | 18.481             | Sigl        | 1872                  |                           |
| 122.015            | 18.482             | Sigl        | 1872                  | 1924                      |
| 122.016            | 18.483             | Sigl        | 1872                  |                           |
| 122.017            | 18.485             | Sigl        | 1872                  |                           |
| 122.018            | 18.488             | Sigl        | 1872                  |                           |
| 122.019            | 18.489             | Sigl        | 1872                  |                           |
| 122.020            | 18.474             | Sigl        | 1872                  |                           |
| 122.021            | 18.491             | Sigl        | 1869                  | 1922                      |
| 122.022            | 18.493             | Sigl        | 1869                  | 1928                      |
| 122.023            | 18.496             | Sigl        | 1869                  | 1928                      |
| 122.024            | 18.497             | Sigl        | 1869                  |                           |
| 122.025            | 18.498             | Sigl        | 1869                  | 1929                      |
| 122.026            | 18.499             | Sigl        | 1869                  |                           |
| 122.027            | 18.484             | Sigl        | 1872                  |                           |
| 122.028            | 18.487             | Sigl        | 1872                  |                           |
| 122.029            | 18.486             | Sigl        | 1872                  |                           |
| 122.030            | 18.490             | Sigl        | 1869                  |                           |
| 122.031            | 18.492             | Sigl        | 1869                  |                           |
| 122.032            | 18.495             | Sigl        | 1869                  |                           |